# Marius Jaccard
Marius Jaccard (Genf, 1898. március 27. – Pully, Vaud kanton, 1978. január 19.) svájci jégkorongozó, kétszeres olimpikon.
Először olimpián az 1920-as nyárin vett részt a svájci jégkorongcsapatban. Első mérkőzésükön nagy vereséget szenvedtek el az amerikaiaktól: 29–0-ra kikaptak. Ezután a bronzmérkőzésért játszottak a svéd válogatottal, amin 4–0-ra ismét kikaptak. Így az ötödikek lett.
Az 1924. évi téli olimpiai játékokon visszatért a svájci válogatottal a jégkorongtornára. Első mérkőzésükön a svédek ellen kikaptak 9–0-ra. Ezután a kanadaiaktól egy megsemmisítő 33–0-s vereség jött, majd az utolsó csoportmérkőzésen a csehszlovákoktól is kikaptak 11–2-re. Az utolsó, 8. helyen végeztek.